# Дерманиссиоз
Дерманиссиоз (лат. Dermanyssiosis; дерматит клеща домашней птицы) — акариаз, вызванный укусами клеща Dermanyssus gallinae, характеризующийся поражением кожи.

## Этиология
Куриный клещ Dermanyssus gallinae (De Geer, 1778) — кровососущий временный эктопаразит. Тело D. gallinae грушевидное, беловатого или красноватого цвета; 0,7—0,75 мм длины и 0,4 мм ширины. Жизненный цикл включает 5 фаз: яйцо, личинка, протонимфа, дейтонимфа и имаго. Клещ активен при t° около 20°С, ниже 5°С — гибнет. Есть данные, что этот клещ может обходится без хозяина 8-9 месяцев. Паразит был открыт De Geer в 1778 г. Первое сообщение о инвазии человека куриным клещом сделал Willian в 1809 г. Болезнь обычно возникает в конце весны, летом.
Куриный клещ — паразит кур; днём прячется в гнёздах и в щелях насеста, ночью нападает на кур и сосёт их кровь. В городах размножается в гнёздах голубей. Может нападать на лошадей, ослов, кроликов, собак, кошек и других животных. Нападает и на человека. Человек может заражаться и от гнёзд голубей и других птиц, гнездящихся в домах и зданиях. Без птиц паразит не размножается.

## Дерманиссиоз человека
На человека Dermanyssus gallinae чаще нападают ночью, весной и летом. У куроводов клещ бывает причиной профессиональной кожной болезни. Известны вспышки дерматита с болезненными укусами в больницах и школах с инвазией D. gallinae.
Куриный клещ часто нападает на людей, работающих в птичниках, вызывая укусами зуд и дерматозы. При сосании крови вызывает нестерпимый зуд и даже папулёзную высыпь. Мелкие папулы (размером с булавочную головку), могут быть покрыты кровавой коркой. Зуд усиливается по вечерам. Поражается кожа шеи, плеч, и рук. Температура может быть повышенной. Паразит питается кровью человека.
В редких случаях, D. gallinae заползает в уши, вызывая отит (см. Ушной акариаз), зуд в ушах. D. gallinae был обнаружен и в кожных опухолях.
D. gallinae могут вызывать кашель с мокротой утром, чиханье, когда клещи в носу и рту (см. Акариаз легочный), зуд глаз и офтальмоакариаз роговой оболочки, у мужчин клещи могут вползти в уретру (см. Уринарный акариаз).
Дифференцируют дерманиссиоз с чесоткой, педикулёзом, другими дерматозами. На дерманиссиоз указывает контакт с птицами, нахождение в помещении D. gallinae. Лечение симптоматические противозудное. Мероприятия по уничтожению очага (уничтожение клещей), удаление гнёзд птиц от жилья человека.
Сообщается, что D. gallinae могут быть переносчиками некоторых бактерий, таких как сальмонелла, спирохет, риккетсий, возбудителя жёлтой лихорадки человека и т.д.
Другой вид, D. hirundinis — коричневатого цвета, 1,2—1,1 мм длины, живёт в гнездах ласточек и также легко нападает на человека, вызывая появление полиморфных экзантем с тягостными субъективными ощущениями.

## Дерманиссиоз птиц
Dermanyssus gallinae селится в гнёздах и трещинах стен птичников, нападая на птиц обычно по ночам. При массовом размножении куриный клещ истощает кур, снижает их яйценоскость.
Этот клещ является переносчиком некоторых вирусов (в том числе энцефалита кур), ньюкаслской болезни, оспы-дифтерита птиц, пастереллеза кур, клещевого паралича птиц, возбудителя лихорадки-Ку, и резервуаром возбудителя риккетсиоза Бернета, а также может заражать кур спирохетами.